# Valentín González
Valentín González (* 1909 in Malcocinado (Badajoz); † 20. Oktober 1983 in Madrid), bekannt als El Campesino (spanisch „der Bauer“), war ein spanischer Guerillero vor und nach dem Bürgerkrieg und im Bürgerkrieg republikanischer Offizier.

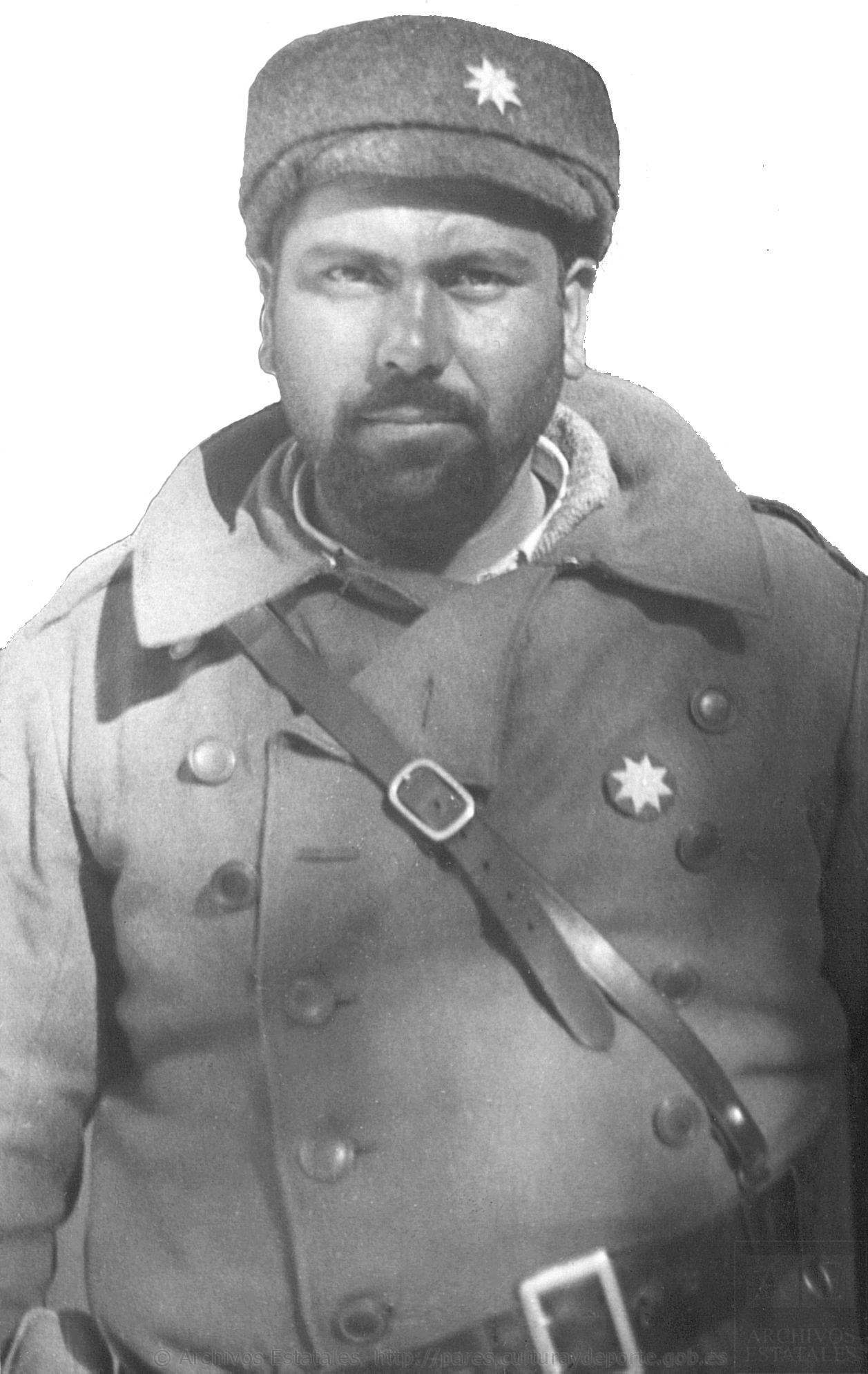
Valentín González González (1936)

## Leben

### Jugend
Valentín González wuchs in der Extremadura, einer damals sehr rückständigen Region Spaniens auf. In seiner kurzen Schulzeit kam er mit der Geschichte von El Empecinado, dem Eigensinnigen, in Berührung, ein Widerstandskämpfer, der um 1808 gegen die französischen Truppen unter Napoleon gekämpft hatte. El Empecinado bildete später González’ Vorbild.
González Vater war Anarchist und arbeitete als Bauer ohne Land im Straßenbau und später im Bergwerk. Als junger Mann war auch González Mitglied des CNT und Bergarbeiter in den Minen von Peñarroya (Provinz Córdoba), wo er sich weiter politisierte und später auch Sprengstoffanschläge gegen die Guardia Civil verübte. Sein Vater war einflussreicher Arbeiterführer der Region. Den Namen El Campesino erhielt er von der Polizei nach seinem ersten gelungenen Sprengstoffattentat auf die Polizeistation in Peñarroya mit vier Toten, der dem Kampf gegen Streikbrecher dienen sollte. Danach versteckte er sich in den Bergen vor der Polizei, wie es ihm sein Vater geraten hatte. Zusammen mit seinem Genossen El Virulente wurde er gefasst und anschließend im Polizeigewahrsam gefoltert. Sein Kamerad starb im Gefängnis, er rettete sein Leben, indem er diesem alle Schuld zuwies.

### Leben in der Monarchie
Als González für den Rifkrieg zur Marine eingezogen wurde, floh er nach einem Bootsunfall im Hafen von Larache zur spanischen Fremdenlegion. Für ihn als Guerillero stellte die Fremdenlegion eine exzellente Ausbildungsstätte dar. González trieb ein riskantes Doppelspiel, ihm gelang es, die Rifkabylen um Abd el Krim mit Waffen zu versorgen. Als dieses Doppelspiel schließlich aufflog, floh er zu den Rifkabylen. Diese verloren aber 1926 den Krieg aufgrund der Intervention der französischen Armee. Man nahm González gefangen, und er musste der Todesstrafe durch Erschießen entgegensehen. In dieser Zeit wurde er Mitglied der Kommunistischen Partei Spaniens. Durch eine überraschende Amnestie, die zu Kriegsende erlassen wurde, kam er jedoch frei. 1929 durchstreifte er mit einem Lastwagen die Dörfer Andalusiens, der Extremadura und Kastiliens und rief die Landarbeiter zum Streik auf. Gleichzeitig warb er Männer für seine Volksmiliz an und lehrte sie den Umgang mit verschiedenen Waffen.

### Spanischer Bürgerkrieg
Während des Bürgerkriegs führte González zunächst eine Miliz und später die 46. Division der spanischen republikanischen Volksarmee. Zu Kriegsbeginn kämpfte er gegen die Aufständischen in der Montana-Kaserne und eroberte mit seinen Milizionären einige Dörfer rund um Madrid und den Flughafen Madrid-Cuatro Vientos. Im Laufe des Krieges lernte er André Marty, einen einstigen Meuterer der französischen Schwarzmeerflotte, Luigi Longo, der später in die höchsten Ränge der italienischen KP aufstieg, sowie Josip Broz, den späteren Tito, General Kléber, einen ehemaligen österreichischen Offizier, André Malraux, der Literat, der das spanische Luftgeschwader Espanan aufbaute, sowie den sowjetischen Oberst Rodion Jakowlewitsch Malinowski, einen späteren Sowjetmarschall, sowie Iwan Stepanowitsch Konew und Konstantin Konstantinowitsch Rokossowski kennen. Bei der Verteidigung von Madrid war er an den erfolgreichen Kampfhandlungen des Universitätsviertels gegen die Mauren beteiligt. Nach der Eroberung von Villavieja del Lozoya wurde ihm ein Offiziersrang angeboten, den er zunächst ablehnte. Erst als ihn seine untergebenen Männer durch lautstarke Proklamation zur Beförderung aufforderten, soll er die Ernennung angenommen haben. In der Folgezeit nahm González an den Schlachten von Guadalajara, Brunete und schließlich von Belchite teil, wo er schwer verletzt wurde. Nach seiner unerwarteten Genesung kämpfte er weiter für die Republik. Daraufhin erhielt er, erst 27-jährig, einen weiteren hohen militärischen Rang. Um seinen Namen schmiedeten sich mittlerweile viele Legenden, er war bekannt für seine ausgefuchsten Tricks. So ließ er beispielsweise von seinen Milizionären bei einer Parade in Madrid mangels ausreichender Bewaffnung einfache Holzgewehre, die zuvor mit einer glänzenden schwarzen Metallfarbe gestrichen worden waren, als Attrappen mitführen. Bei dem Transport des spanischen Goldes in die Sowjetunion tarnte er die dafür vorgesehenen 30 Lastwagen mit insgesamt etwa 7600 Kisten Dynamit. Nachts ließ er diese gegen die Goldkisten austauschen und konnte so gemeinsam mit seiner Fracht wohlbehalten nach Cartagena gelangen, wo das Gold auf ein sowjetisches Schiff verladen wurde. Auch bei den diversen Belagerungen und Kämpfen waren seine kleinen Tricks legendär und gefürchtet. Mit dem Anarchistenführer Buenaventura Durruti verband ihn eine tiefe Kameradschaft. Noch an jenem Tag im Herbst 1937, als Durruti seine tödlichen Schussverletzungen erhielt, soll González ihn getroffen haben. González galt als brutal im Umgang mit Untergebenen und Gefangenen, und auch seine Mitkämpfer (Enrique Líster, Juan Modesto) hatten Probleme mit ihm. Die italienischen Soldaten des faschistischen Expeditionskorps versuchten immer wieder, ihn zu fangen – ohne Erfolg.
Ernest Hemingway lässt El Campesino in seinem Roman Wem die Stunde schlägt auftreten, wenn der Protagonist Robert mit El Campesino im Madrider Hotel Gaylord zusammentrifft. González wiederum berichtete seinerseits in seiner Biographie von einem Zusammentreffen mit Hemingway.
In der Schlacht von Teruel eroberte González die Stadt mit seiner 46. Division, die auch zusätzlich unter Kontrolle von Kommissaren stand. Die Hoffnung auf einen großen Sieg der Republikaner unter Verteidigungsminister Indalecio Prieto erfüllte sich nicht. Obwohl die Angreifer die Belagerten überwältigten, mussten sie sich später zurückziehen. Von den 900 Mann seiner 101. Brigade in Teruel, die im Zentrum des Kampfes lag, blieben 82 übrig, die meisten verwundet. Später zollte er den unglücklichen Verteidigern von Teruel, von denen noch einige in den letzten Kriegstagen starben, volles militärisches Lob trotz aller politischen Feindschaft. El Campesino hatte von da an ein zerrüttetes Verhältnis zu den republikanischen Kommandeuren Lister und Modesto, denen er vorwarf, ihn zu wenig unterstützt und nicht ausreichend mit Nachschub versorgt zu haben. Die Feindschaft der beiden fand auch ihren Niederschlag in den jeweiligen Memoiren, die 20 bzw. 40 Jahre später entstanden. Nur ein Teil seiner Soldaten entkam nach der Rückeroberung von Teruel durch die Franco-Truppen. Daraufhin nahm er als Oberstleutnant der 46. Division an der Ebroschlacht teil, der letzten Offensive der Republik. Seine Soldaten waren die ersten, die den Fluss erfolgreich in Guerillamanier überquerten. Seine Soldaten, die zum Teil nicht schwimmen konnten, trieben auf Holzbündeln über den Fluss. In dem nun folgenden Stellungskrieg am Ebro wurde González erneut durch eine Bombe verwundet. Trotz seiner Verwundung und noch nicht genesen, führte er die 46. Division, aber sie konnte dem Druck der materiell stark überlegenen Franco-Truppen nicht länger standhalten. In dieser Situation ersetzte Lister El Campesino durch einen anderen Divisionsführer, der aber kurz darauf fiel. Nach dem Zusammenbruch von Katalonien konnte sich Juan Negrín nicht mehr lange halten und floh mit Lister, Dolores Ibárruri (La Pasionaria) und Modesto nach Frankreich. El Campesino kehrte (wie auch andere wie Lister) in das republikanische Spanien und die Zentralzone um Madrid zurück, um den Kampf weiterzuführen. Dort wurde er allerdings von Segismundo Casados Putsch überrascht. Er schlug sich mit einigen Getreuen zum Hafen von Granada Almunecar durch. Schon schien er von Francos Truppen gefasst, um wieder einmal zu entkommen. Von der Küste gelangte er nach Oran, womit seine militärischen Aktivitäten in der Republik endeten, weil ein zunächst geplanter Guerillakrieg nicht begonnen wurde.

### Exil in der Sowjetunion
Am Ende des Bürgerkrieges floh El Campesino in einem der letzten Boote nach Algerien. Dort war er nur zeitweise geduldet, deshalb reiste er über Marseille nach Paris. Von dort fuhr er am 18. Mai 1939 mit russischem Botschaftspersonal, 700 Spaniern, dem spanischen Politbüro und Kommandeuren der Volksarmee auf dem Dampfer Sibir unter Decknamen in die Sowjetunion. Unter den etwa 6000 Republikanern, die damals in die Sowjetunion emigriert sind, war er einer der bekanntesten und wurde von Stalin und Beria, dem Geheimdienstchef, persönlich empfangen. Nun wurde er als Tschapajew der spanischen Revolution gefeiert. Sein Bild war auf Briefmarken und Streichholzschachteln zu finden. An der Militärakademie „M. W. Frunse“ war er im Rang eines Generals aufgrund der Unterstützung von Stalin tätig, genauso wie Líster, Modesto und Tagüeña. Dadurch lernte er weitere spätere Marschälle der Sowjetunion kennen. Er setzte sich für die spanischen Flüchtlinge ein und geriet dadurch in scharfen Gegensatz zu Dolores Ibárruri und Lister. Nach verschiedenen Arten von Problemen mit den sowjetischen Behörden kam er ins Gefängnis. Nach seiner Verurteilung zu drei Jahren Straflager und dem Entzug der Bürgerrechte für fünf Jahre arbeitete er beim Bau der Moskauer U-Bahn mit. Von dort versuchte er in den Wirren zu Beginn des Russlandfeldzugs der deutschen Wehrmacht zu fliehen, wurde gefasst und floh erneut mit zwei spanischen Kameraden. Er gelangte in den Iran, wo ihn die Engländer ins Gefängnis steckten. Nach seiner Flucht und der Weigerung, mit den Engländern zusammenzuarbeiten, entkam er aus dem englischen Gewahrsam, wurde aber wiederum gefasst und in die UdSSR zurückgebracht. Als neue Strafe musste er nun in ein Lager nach Workuta (Sibirien) zur Kohlegewinnung. Seine Fluchtkameraden starben in sibirischen Straflagern. Von dort wurde er zur Erholung von einem Bergwerksunfall in den Süden der Sowjetunion verschickt, versuchte nochmals die Flucht aus Turkmenistan und wurde vom NKWD erneut verhaftet. Unter der Lagernummer 11.11.27 verbrachte er die Zeit in der Tundra. Wieder rettete ihn ein ehemaliger Ordonnanzoffizier des ungarischen Generals Lukács (der 1937 an der aragonischen Front gefallen war). Auch die Unterstützung eines deutschen Militärarztes, der 1936 in der Legion Condor sein Gegner gewesen und später bei Stalingrad gefangen worden war, war eine wichtige Hilfe für ihn. Die endgültige Flucht aus der Sowjetunion in den Iran gelang ihm im Jahre 1948 nach einem schweren Erdbeben in Aschchabad, er musste aber seine zweite Frau und ihr gemeinsames Kind in Moskau zurücklassen.

### Exil in Frankreich und Tod
In verschiedenen Prozessen wie dem von David Rousset trat er als Ankläger gegen die Straflager in Sibirien ein. In der Zeit des Kalten Krieges wurde er aber wenig gehört, selbst den Spaniern erschien er als eine Figur aus einer überlebten Zeit. In Kuba lernte er Fidel Castro kennen. Er lebte nun im Exil in Frankreich als einfacher Bauarbeiter, gab jedoch den Kampf gegen das Franco-Regime nicht auf. 1963 wollte er weiter als Guerrillero gegen Franco kämpfen. Mit elf Genossen überfiel er Wachtposten der Guardia Civil. Dabei kamen Zivilgardisten ums Leben oder wurden verwundet. Er wagte sich zwanzigmal nach Spanien. Die französische Regierung brachte ihn daraufhin auf die Insel Brehat in der Bretagne, später nach Metz, um ihn von der spanischen Grenze fernzuhalten und politischen Druck aus Spanien zu vermeiden. Er lebte später viele Jahre in Metz. Erst im hohen Alter traf er seine Frau, seinen Sohn und seine zwei Töchter wieder, von denen er geglaubt hatte, sie wären hingerichtet worden. In diesen Jahren setzte er sich für die sozialistische Partei und gegen die Kommunisten ein, mit denen er gebrochen hatte. Diese betrachteten seine Aktivitäten aber mit gemischten Gefühlen. 1976, nach Francos Tod, kehrte er nach Spanien zurück. In Madrid starb er im Jahr 1983 an den Spätfolgen einer Kriegsverletzung.

## Werke
- La vie et la mort en U.R.S.S. Blon, Paris 1950. Erste deutsche Übersetzung: Die große Illusion – von Madrid nach Moskau. Verlag Rote Weißbücher bei Kiepenheuer & Witsch, Köln und Berlin 1951. Zweite deutsche Übersetzung: Leben und Tod in der UdSSR: (1939–1949). Verlag Association, Hamburg 1975, ISBN 3-88032-013-6.
- Jusqu'à la mort. Albin Michel, Paris 1978, ISBN 2-226-00693-1. (Deutsche Übersetzung: Morgen ist ein anderer Tag: Memoiren. Kiepenheuer & Witsch, Köln 1979, ISBN 3-462-01347-5)